# EU-Skepsis
Als EU-Skepsis, auch Euroskeptizismus, wird eine Bandbreite inhaltlicher Positionen bezeichnet, deren gemeinsames Merkmal eine kritische Auseinandersetzung mit bzw. eine Ablehnung der europäischen Integration ist. Im Gegensatz zur Kritik an der konkreten Politik ihrer gewählten Akteure, kritisieren EU-Skeptiker das grundlegende politische System und die Ziele der Europäischen Union als solche. Einige Kritiker beziehen sich hierbei auch nur auf bestimmte Teilaspekte, wie etwa die Konstruktion des Euro („Euro-Kritiker“) oder möchten Kompetenzen in die Nationalstaaten zurückverlagern, während andere Kritiker, die als europafeindlich eingeordnet werden, die Abschaffung der EU insgesamt fordern und damit am extremen Ende der Bandbreite liegen.
Wie im Brexit-Referendum von 2016 wird mit EU-Skepsis häufig der Wunsch verbunden, nationalstaatliche Souveränität zu bewahren oder wiederherzustellen. Die europäische Integration solle daher aufgehalten oder (etwa durch einen EU-Austritt) komplett revidiert werden. Dabei sprechen demoskopische Erhebungen dafür, dass die medial wahrgenommene und politisch artikulierte Skepsis gegenüber der EU und dem Euro die in der Bevölkerung tatsächlich vorhandene Ablehnung zu übersteigen scheint. So zeigen Umfragen, dass eine große Mehrheit der EU-Bürger die Europäische Union grundsätzlich unterstützen.
Die entgegengesetzte Position ist der europäische Föderalismus, der eine noch stärkere Integration hin zu einem Europäischen Bundesstaat anstrebt.

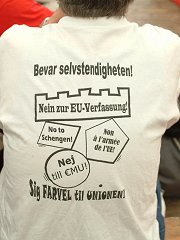
Vielsprachiger Protest gegen die EU-Verfassung

## Geschichte und Argumentationslinien
Die Kritik an den supranationalen Institutionen war bereits früh ein Bestandteil der Geschichte des europäischen Integrationsprozesses. So fürchtete etwa die deutsche SPD in den fünfziger Jahren, die europäische Integration könnte ein Hindernis für die deutsche Wiedervereinigung werden; später betrieb sie eine integrationsfreundliche EU-Politik. Charles de Gaulle, französischer Staatspräsident von 1958 bis 1969, vertrat in den 1960er Jahren eine strikt intergouvernementalistische EU-Politik, die auf die Schwächung der supranationalen Kommission und eine Umwandlung der Europäischen Gemeinschaften in einen Staatenbund abzielte. 
Am deutlichsten war die Ablehnung einer supranationalen Integration in Großbritannien, das fürchtete, auf diese Weise seine politische Großmachtstellung zu verlieren. Darum schloss sich das Vereinigte Königreich zunächst auch den Europäischen Gemeinschaften nicht an und gründete stattdessen die rein intergouvernementale EFTA. Am 11. Mai 1967 beantragte Großbritannien den Beitritt zur damaligen EWG, der am 1. Januar 1973 zusammen mit Dänemark und Irland erfolgte. Auch danach vertrat es bei weiteren Integrationsschritten meist zurückhaltende Positionen und man die EU in Großbritannien meist als Common Market (Gemeinsamer Markt) bezeichnet. Dennoch wurde die grundsätzliche Notwendigkeit einer europäischen Integration in allen westeuropäischen Ländern nur von einer Minderheit in Frage gestellt.
Erst seit den 1980er Jahren intensivierte sich die öffentliche Debatte über die EU, wodurch auch EU-skeptische Positionen stärker Gehör fanden. Insbesondere schlug sich dies in den Referenden nieder, mit denen in mehreren Mitgliedstaaten verschiedene EU-Vertragsreformen abgelehnt wurden, nämlich 1992 der Vertrag von Maastricht in Dänemark, 2000 der Vertrag von Nizza in Irland, 2005 der EU-Verfassungsvertrag in Frankreich und den Niederlanden und 2008 der Vertrag von Lissabon wiederum in Irland. Auch in Deutschland gab und gibt es Forderungen nach einem EU-Referendum. Auf Bundesebene sieht das Grundgesetz eine Volksbefragung nur im Falle einer Neugliederung des Bundesgebietes vor.
Die Gründe für die Ablehnung einer supranationalen Integration sind vielfältig. Ein oft vertretenes Argument ist die Sorge um die nationale Unabhängigkeit, die eigene Lebensart und Identität. Besonders in Mittelosteuropa wird als Reaktion auf die jahrzehntelange Abhängigkeit von der Sowjetunion die nationale Souveränität und Würde betont. Umgekehrt fürchten EU-Skeptiker in Westeuropa durch die rasche EU-Erweiterung eine zu große Heterogenität im Wertesystem der EU und begründen damit ihre Ablehnung einer fortschreitenden Integration.
Für die Brexit-Befürworter spielte u. a. die Flüchtlingskrise in Europa ab 2015, bei der Ausländer aus ärmeren Ländern ins Vereinigte Königreich geströmt seien, weil man die Kontrolle der eigenen Grenzen an die EU abgegeben habe (was inkorrekt ist), eine wichtige Rolle: Take back control („Kontrolle wiedererlangen!“) bzw. I want my country back („Ich will mein Land zurückhaben“; Anlehnung an das Motto „I want my money back“ von Margaret Thatcher) lauteten die Schlagworte.
Auch in sozioökonomischer Hinsicht wird an den Verhältnissen in der EU Kritik geübt. So heißt es einerseits beispielsweise von einigen Wirtschaftsliberalen, dass die „EU-Bürokratie“ die wirtschaftliche Dynamik bremse und daher besser durch eine reine Freihandelszone zu ersetzen sei. Andererseits wird der EU gleichzeitig die Begünstigung eines ausufernden Neoliberalismus auf Kosten der sozial Schwächeren vorgehalten. In den MOEL ergab sich im Zuge der ökonomischen Integration die Furcht vor einem Ausverkauf nationaler Vermögensgüter an die wirtschaftlich stärkeren westeuropäischen Unternehmen. In den westeuropäischen Ländern steht dem die Furcht vor dem Verlust von Arbeitsplätzen und in den skandinavischen Wohlfahrtsstaaten die Angst vor dem Abbau sozialer Standards entgegen.
Außerdem wird häufig mit dem sogenannten Demokratiedefizit der Europäischen Union argumentiert. So zum Beispiel, als der französische Präsident Emmanuel Macron den gewählten Manfred Weber nicht als EU-Kommissionspräsidenten akzeptierte. Daraufhin verständigte man sich mit der Bundeskanzlerin Angela Merkel, Ursula von der Leyen zur Kommissionspräsidentin zu machen. Dabei vertreten EU-Skeptiker oft die Ansicht, dass die EU das Subsidiaritätsprinzip verletze, da viele auf EU-Ebene getroffene politische Regelungen, so die Lesart, sinnvoller auf nationaler, regionaler oder kommunaler Ebene aufgehoben wären. Auch eine Verschwendung der verwalteten Gelder und verteilten Subventionen wird kritisiert, ebenso Korruption und Vetternwirtschaft.
Lazaros Miliopoulos sieht den Begriff des Europaskeptizismus oft sehr unpräzise verwendet – mehr im Sinne eines journalistischen „Labels“ als im Sinne der politischen Theorie. „Ordnungsliberale Gegner des Euro und Kritiker des Umgangs der EU und der Europäischen Zentralbank (EZB) mit der Europäischen Staatsschuldenkrise werden in gleicher Weise als Euroskeptiker bezeichnet wie linke, nationalkonservative und rechtsnationale Gruppierungen. Extremistische Organisationen fallen ebenso unter das Etikett wie gemäßigte Kräfte von rechts wie links.“

## Euroskeptische Parteien im Europäischen Parlament
EU-skeptische Positionen werden von einigen europäischen Parteien vertreten, die auch Fraktionen im Europäischen Parlament bilden. In vergleichsweise schärfster Opposition zur europäischen Integration steht die von Rechtspopulisten gebildete Fraktion Identität und Demokratie (vormals Europa der Nationen und der Freiheit), in der der rechtsextreme französische Rassemblement National, die niederländische Partij voor de Vrijheid, die italienische Lega Nord, die Alternative für Deutschland und die Freiheitliche Partei Österreichs vertreten sind.
Ebenfalls zu den euroskeptischen Fraktionen gehören Europäische Konservative und Reformer (EKR) etwa mit der polnischen Partei Recht und Gerechtigkeit (PiS) als größte Teilhaberin. Bewahrung oder Stärkung der nationalen Souveränitätsrechte stehen hier programmatisch im Vordergrund.
Europa der Freiheit und der direkten Demokratie (EFDD) war eine weitere euroskeptische Fraktion, in der sich die britische UKIP sowie die italienischen Abgeordneten der Partei MoVimento 5 Stelle zusammenfanden. Die Haltung der EFDD-Fraktion zur europäischen Integration war nicht eindeutig; die meisten ihrer Mitglieder lehnten jedoch die Mitgliedschaft ihrer jeweiligen Nationalstaaten in der Europäischen Union ab oder forderten deren Umwandlung in einen rein intergouvernementalen Staatenbund.

## Euroskepsis in Krisenlagen der EU
Angesichts variabler Positionierungen scheint eine eindeutige Zuordnung zum euroskeptischen Lager mitunter zweifelhaft, wie Lazaros Miliopoulos darlegt. Trotz ihres politisch-ideologischen Rechtskurses habe Viktor Orbáns Partei Fidesz auch in Wahlkämpfen lange keine euroskeptischen Positionen vertreten, im Gegensatz etwa zur tschechischen ODS oder zur polnischen PiS. „Zwar steht die restriktive Migrationspolitik Ungarns gegenwärtig unter Verdacht, die Wertegrundlagen der EU zu unterlaufen, doch statt sich innenpolitisch von der Union abzusetzen und einen betonten Europaskeptizismus an den Tag zu legen, wirbt Orbán weiterhin für die EU und engagiert sich zugleich in dieser für die eigenen umstrittenen migrationspolitischen Positionen.“ Allerdings habe er im Zuge der Migrationskrise deutlich euroskeptischere Töne angeschlagen.
Die Rechtspopulisten in „Kerneuropa“ bekämpften, so Claus Offe, die EU und die Währungsunion nicht wegen des sozialen Elends und der Arbeitslosigkeit in der „Peripherie“, die von der fehlkonstruierten gemeinsamen Währung ausgelöst seien, „sondern weil ihnen mögliche, von den Eurogewinnern mitzutragende Folgelasten der Einheitswährung und der Liberalisierung von Güter- und Arbeitsmärkten zu weit gehen. Was sie beschwören und zu restaurieren suchen, ist die wirtschaftliche, politische und kulturelle Schutzfunktion territorialer Grenzen.“  Linke Populisten wiederum – beispielsweise in Griechenland, Spanien oder Italien – hätten Mobilisierungserfolge bisher damit erzielt, „dass sie die EU als Verursacher der Schuldenkrise und der aus ihr folgenden ökonomischen und sozialen Krise anklagten oder mit dem Vorwurf eines verfehlten Krisenmanagements operierten.“
Laut Miliopoulos könnte die Flüchtlingskrise dazu führen, dass der souveränitätsfixierte EU-Skeptizismus zusätzlich kulturalistisch und immigrationsfeindlich aufgeladen wird. Eurokrise und resultierende Sparpolitik andererseits zögen „eine teils linksnationalistische teils antikapitalistische Aufladung des ökonomischen Euroskeptizismus“ nach sich, sodass die bereits vorhandenen Übergänge zwischen EU-skeptischen und EU-feindlichen Kräften sowie zwischen linken und rechten Gruppierungen innerhalb der EU-skeptischen Spektren noch fließender würden.
In einer Studie des European Council on Foreign Relations von 2024 wurde 15 081 Erwachsenen in 9 EU-Mitgliedsstaaten, der Schweiz und Großbritannien folgende Frage gestellt: „Which of the following issues has, over the past decade, most changed the way you look at your future?“ Folgende Optionen konnten ausgewählt werden: Klimawandel, Einwanderung, Corona-Pandemie, Russlands Angriff auf die Ukraine, Weltwirtschaftskrise, andere Krisen, keine Präferenz.
Rechnet man, wie es die Autoren der Studie tun, von den Antworten der Stichprobenauswahl auf die 369 Millionen Wahlberechtigten in der Union hoch, gehörten demnach je gut 70 Millionen Menschen zu den Gruppen „Klima“, „Corona“ und „Wirtschaft“. Rund 58 Millionen Wähler gehörten zu der eher EU-skeptischen Gruppe „Zuwanderung“, nochmals 49 Millionen zur Gruppe, für die „Krieg“ das zentrale Thema ist. In der „Wirtschafts“-Gruppe dominierte eine starke Ablehnung aller Regierungen, egal ob rechts oder links. Die Mitglieder der soziologisch als „Stamm“ definierten Gruppe „Krieg“ hingegen unterstützten häufig die aktuellen Regierungen, die sich an die Seite der Ukraine gestellt haben. Die Autoren der Studie glauben, dass zwei der fünf Themen bei der Europawahl 2024 entscheidend sein dürften: Klimaschutz und Migration.